# Celeus castaneus
El carpintero castaño (Celeus castaneus) es una especie de ave piciforme de la familia Picidae. Es nativo de América Central (Belice, Costa Rica, Guatemala, Honduras, Nicaragua y Panamá) y México donde habita el bosque húmedo tropical y subtropical de tierras bajas. No tiene subespecies reconocidas.